# Sonderklasse (Krankenhaus)
Unter Sonderklasse oder Sondergebührenklasse versteht man in Österreich eine Form der Versorgung in einem Krankenhaus und damit eine Form der Krankenversicherung. Die Sonderklasse bezieht sich vorrangig auf die Form der Unterbringung, nicht auf medizinische Leistungen.

## Grundlagen
In Österreich besteht die gesetzliche Pflicht zu einer Krankenversicherung, der allgemeinen, gesetzlichen Pflichtversicherung. Daneben steht es dem Einwohner (Bürgern wie anderen Ansässigen) frei, eine freiwillige private Zusatzversicherung abzuschließen, die gewisse Mehrleistungen erbringt.
Die von der Pflichtversicherung gedeckte Leistung bei stationären Spitalsaufenthalten  bezeichnet man als allgemeine Gebührenklasse. Das umfasst im Regelfall die Unterbringung in einem 6-Bett-Zimmer. Patienten mit einer Privatversicherung können mit ihrer Versicherung eine Vertragsbedingung festlegen, dass die Unterbringung in einem Ein- oder Zweibettzimmer abgegolten wird. Diese Versicherungs- und Unterbringungsform heißt Sonderklasse (in Österreich allgemein nur „Klasse“ genannt, daher spricht man von „Klassepatienten“).
Heute bieten auch einige der Pflichtversicherungsträger diese Vertragsklausel an (so die Sozialversicherungsanstalt der gewerblichen Wirtschaft – SVA).

## Konditionen und Leistungen
Es gibt bei Privatversicherungen zwei grundlegende Varianten, die Krankenhauskostenversicherung und die Taggeldversicherung. Sonderklasse wird nur von der ersten Form gedeckt. Diese Klasse – wie auch die allgemeine Klasse – wird von landesfondsfinanzierten Spitälern ebenso angeboten wie von privaten Vertragskrankenhäusern.
Die Sondergebühren für den Aufenthalt umfassen eine Anstaltsgebühr und allfällig die Arztgebühren und die Hebammengebühr. Diese sind auf Landesebene gesetzlich geregelt, sie sind aber regional unterschiedlich.
Mit der Sonderklasse sind auch andere Wahlmöglichkeiten verbunden, insbesondere die freie Arztwahl und mehr Gestaltungsfreiheit bei den nichtmedizinischen Leistungen. Der Zusatzversicherte hat meist auch die Möglichkeit, auf die Sonderklasse zu verzichten, sich auf die allgemeine Gebührenklasse zu legen und nur die anderen Zusatzleistungen wahrzunehmen.
Leistungen aus der privaten Krankenversicherung sind für den Patienten generell einkommensteuerfrei (Stand 2011).
In Österreich sind nach Angaben des Verbandes der Versicherungsunternehmen Österreichs (VVO) 12 % der Bevölkerung privat zusatzversichert.

## Zur Neuregelung 1996
Bis 1996 musste die Zusatzversicherung nicht nur die tatsächlichen Mehrleistungen der Krankenhäuser für die Sonderklasse bezahlen, sondern in den meisten Bundesländern zusätzlich auch erhebliche Teile der Gebühren der allgemeinen Klasse. Der Versicherte hatte diese Leistungen aber mit seinen Steuern und Sozialversicherungsbeiträgen schon bezahlt – diese Mittel flossen über Finanzministerium und Krankenkassen in die damaligen Krankenanstaltenfonds (heute Landesgesundheitsfonds und Privatkrankenanstalten-Finanzierungsfonds) und von dort zu den Krankenhäusern, sodass der Sonderklassepatient doppelt bezahlte. In einer Erkenntnis des Verfassungsgerichtshofes (für die öffentlichen Spitäler Oberösterreichs) wurde festgestellt, dass dem Privatpatienten bzw. seiner Sonderklasse-Versicherung nur die tatsächliche Mehrleistung verrechnet werden darf.

## Zur Diskussion der Zweiklassenmedizin
Grundsätzlich darf die Sonderklasse keinerlei Benachteiligung der Allgemeinpatienten mit sich bringen. Sie stellt eine reine Zusatzleistung im Komfort dar. Trotzdem entsteht durch die Sonderklasse immer wieder eine Diskussion über eine Zweiklassenmedizin in Österreich.
Allgemein liegt es im Ermessen des Krankenhausbetreibers, wie viele Betten er für die Sonderklasse vorsieht. Der Anteil ist gesetzlich gedeckelt. Sind alle Allgemeinbetten belegt, können sich für nicht Privatversicherte Wartezeiten ergeben, obwohl Sonderklasse-Betten frei wären. Dies liegt weniger an der Institution der Sonderklasse an sich, als vielmehr den wirtschaftlichen Aspekten der Krankenhausfinanzierung.
Ein weiterer Kritikpunkt ist, dass durch die freie Arztwahl – und die flexible Termingestaltung  – die erfahrenen Ärzte vorrangig die Sonderklassepatienten operieren. Allgemeinpatienten werden von weniger erfahrenen Ärzten operiert oder haben längere Wartezeiten für einen Operationstermin, wenn Spezialisten notwendig sind. Eine Unzulässigkeit liegt dann vor, wenn entgegen jeweiliger medizinischer Notwendigkeit Sonderklassepatienten den Allgemeinpatienten vorgezogen werden oder Ärzte einen Allgemeinpatienten unter falschem Vorwand nicht behandeln.

## Zur Problematik der Bezahlung von Ärzten
Probleme können sich auch innerhalb der Ärzteschaft ergeben. Insbesondere die über die Sonderklasse zusätzlich erwirtschafteten Arzthonorare werden im Krankenhaus auf jeder  Abteilung nach einem internen Schlüssel zwischen Primararzt, Fachärzten und Assistenzärzten aufgeteilt. Diese Vereinbarung ist einvernehmlich von den Ärzten vorzunehmen und wird von der Krankenhausleitung genehmigt. Sie unterliegt keiner besonderen Regelung. Ärzten, die neu in eine Abteilung kommen, bleibt meist keine Wahl, als die vorhandene Vereinbarung zu akzeptieren. Daher haben einige Institutionen (etwa Ärztekammern) unverbindliche Richtlinien oder Empfehlungen zur fairen Aufteilung der Sondergebühren herausgegeben.